# Ashes Tour 1888
Die Ashes Tour 1888 war die Tour der australischen Cricket-Nationalmannschaft, die die 6. Austragung der Ashes beinhaltete, und wurde zwischen dem 16. Juli und 31. August 1888 ausgetragen. Die internationale Cricket-Tour war Teil der internationalen Cricket-Saison 1888 und umfasste drei Test-Matches. England gewann die Serie 2–1.

## Vorgeschichte
Für beide Mannschaften war es die erste Tour der Saison.
Das letzte Aufeinandertreffen der beiden Mannschaften bei einer Tour fand in der Saison 1887/88 in Australien statt.

## Stadien
Die folgenden Stadien wurden für die Tour als Austragungsort vorgesehen.
| Stadion                     | Stadt      | Kapazität | Spiele  |
| --------------------------- | ---------- | --------- | ------- |
| The Oval                    | London     | 23.500    | 2. Test |
| Lord’s Cricket Ground       | London     | 30.000    | 1. Test |
| Old Trafford Cricket Ground | Manchester | 19.000    | 3. Test |

## Kaderlisten

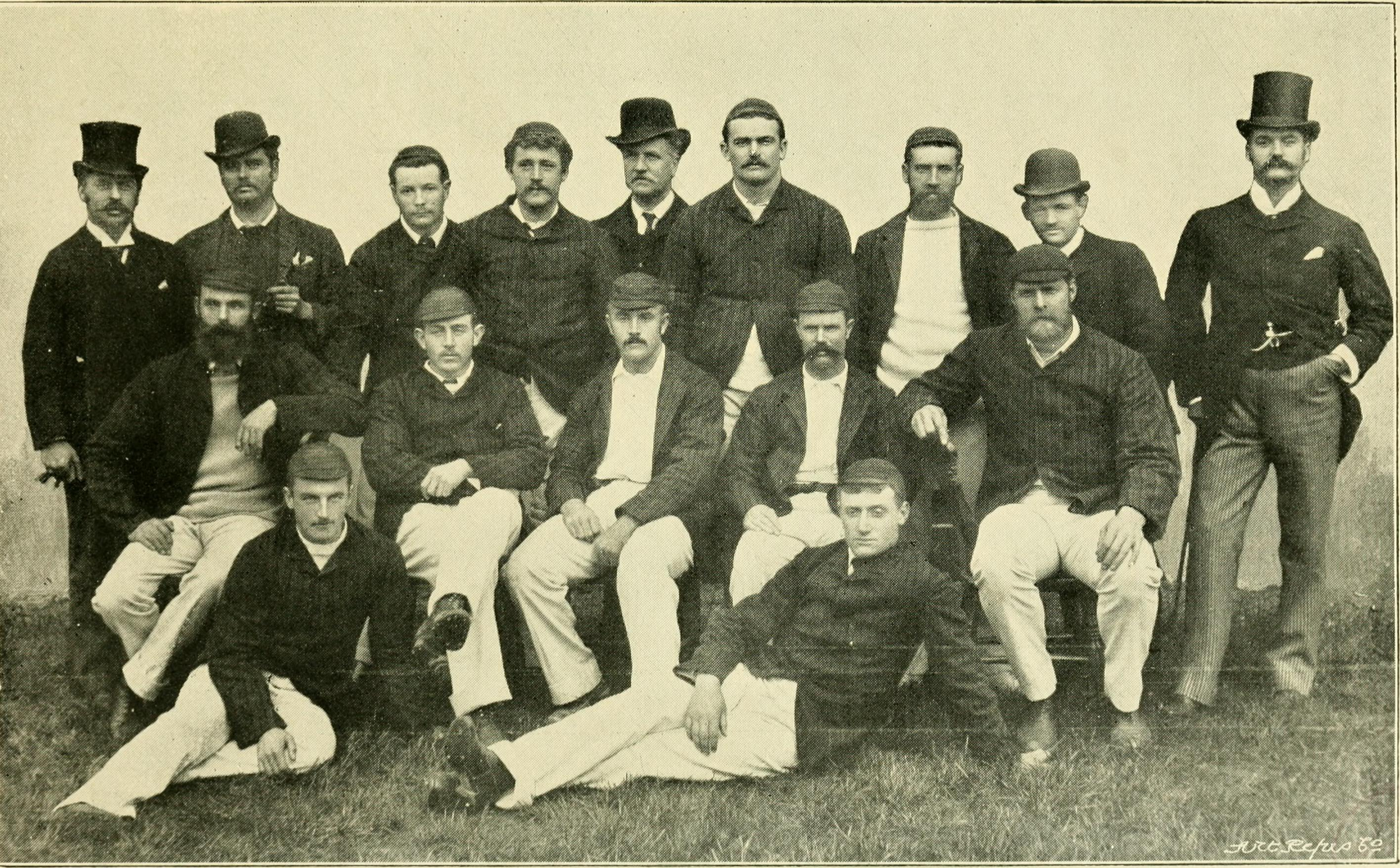
Die australische Cricket-Nationalmannschaft 1888

Die Mannschaften benannten die folgenden Kader.
| Test | Test |
| England | Australien |
| --- | --- |
| - Allan Steel (K) - W. G. Grace (VK) - Bobby Abel - Sydney Barnes - Johnny Briggs - Billy Gunn - George Lohmann - Tim O’Brien - Bobby Peel - Dick Pilling (wk) - Walter Read - Mordecai Sherwin (wk) - John Shuter - Frank Sugg - George Ulyett - Henry Wood (wk) | - Percy McDonnell (K) - Alec Bannerman - Jack Blackham (wk) - George Bonnor - Jack Edwards - J. J. Ferris - Affie Jarvis (wk) - John Lyons - Harry Trott - Charlie Turner - Sammy Woods - Jack Worrall |

## Tests

### Erster Test in London
| 16. – 17. Juli Scorecard | London (Lord’s) | Australien 116 (71.2) & 60 (29.2) | – | England 53 (50) & 62 (47) |
|                          |                 | Australien gewinnt mit 61 Runs    |   |                           |

Der australische Captain Percy McDonnell gewann den Münzwurf und entschied sich, als Feldmannschaft zu beginnen. Die Gäste erzielten in ihrem ersten Innings 116 Runs, wobei nur Percy McDonnell, Jack Blackham und Test-Debütant Jack Edwards 20 Runs oder mehr erzielten. Die Engländer, angeführt von Bobby Peel, der vier Wickets erzielte, und Johnny Briggs, dem drei gelangen, ließen den australischen Batsmen wenig Raum. Am Ende des Eröffnungstages hatte England 18 Runs bei 3 verlorenen Wickets (18/3) erzielt.

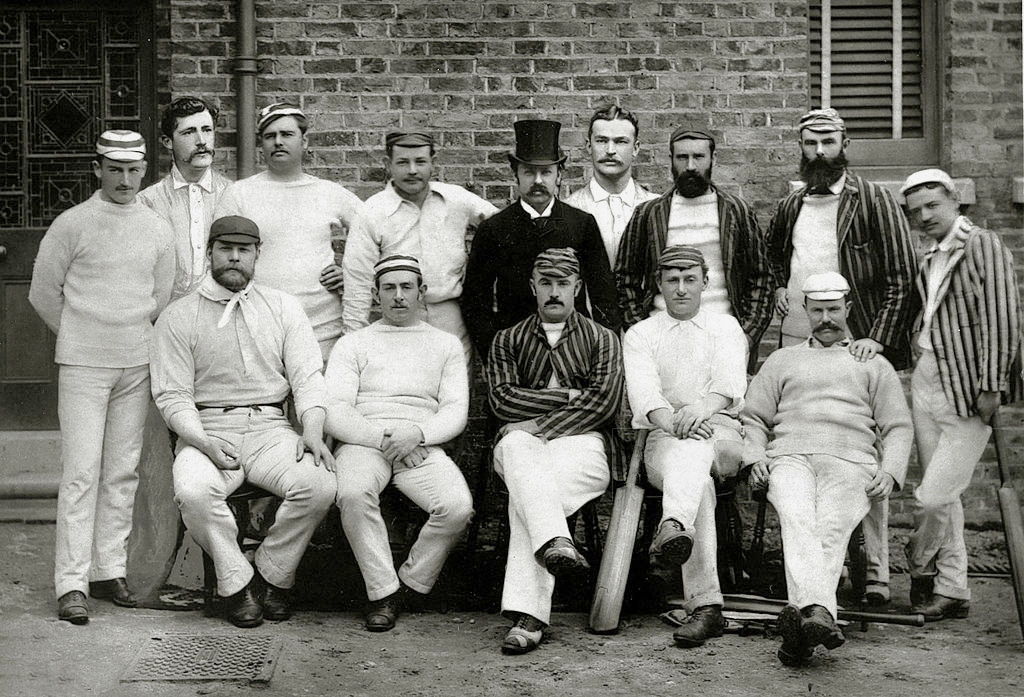
Die Australische Cricket-Nationalmannschaft 1888

Der zweiten Tag begann um 11:30 und England erhöhte die Runzahl auf 22, woraufhin England Walter Read, W. G. Grace und Tim O’Brien verlor. Als Steel 4 Runs später fiel, hatte England 7 Wickets verloren und war immer noch 11 Runs davon entfernt das Follow-On zu vermeiden. Dank Briggs, der mit 17 Runs für England die meisten Runs erzielte, gelang es den Gastgebern nach 55 Minuten Spielzeit am zweiten Tag, aus 50 Overs 53 Runs zu erreichen. Die berühmte Kombination von J. J. Ferris und Charlie Turner erzielte acht Wickets, Turner erzielte ein Five-for.
Als Ferris und Turner in Australiens zweitem Innings aufs Feld kamen, fanden sie ihre Seite beim Stand von 18/7 vor, wobei Lohmann und Peel die oberste und mittlere Batting Order auseinandernahm. Turner und Ferris erreichten jeweils 12 Runs; The Daily Telegraph bemerkte, dass „es gesagt werden muss, dass in den Annalen des Cricket noch nie so ein glückliches Innings wie das von Ferris erzielt wurde“.
England benötigte für einen Sieg 124 Runs, scheiterten jedoch auf halbem Weg. Von den 62 Runs, die im zweiten Innings erzielt wurden, erreichte Grace mit 24 die „mit Abstand die beste Schlagleistung des Spiels“, (laut The Daily Telegraph). Der Kapitän Allan Steel, war ebenfalls mit einer ungeschlagenen 10 Runs dabei und er war der einzige andere Schlagmann, der einen zweistelligen Wert erreichte. Turner und Ferris beanspruchten jeweils fünf Wickets, was zu Bowling-Leistungen von 10 Wickets für 63 Runs bzw. 8 Wickets für 45 Runs führte. Die oben genannte Zeitung glaubte jedoch, dass Peels erstes Innings (4 Wickets für 36 Runs) eine weitaus bessere Leistung waren, da das Wicket einfacher zu bespielen gewesen war als in jeder anderen Phase des Spiels.
Dies war Australiens erster Sieg gegen England seit dem Gewinn drei Jahre zuvor in Sydney. Daraufhin waren die Australier sieben Mal hintereinander besiegt worden. In den acht Jahren seit dem Besuch von 1880 war dies der zweite Sieg Australiens in England, der andere war der berühmte Test im Adelaide Oval 1882.

### Zweiter Test in London
| 13. – 14. August Scorecard | London (Oval) | Australien 80 (90.3) & 100 (69.2)              | – | England 317 (138.2) |
|                            |               | England gewinnt mit einem Innings und 137 Runs |   |                     |

### Dritter Test in Manchester
| 30. – 31. August Scorecard | Manchester | England 172 (113.1)                           | – | Australien 81 (52.2) & 70 (31.1) |
|                            |            | England gewinnt mit einem Innings und 21 Runs |   |                                  |

## Einordnung
Die nächste Tour, in der England nach einer Auftaktniederlage eine Testserie gewann, war die Tour des West Indies Cricket Teams im Juli 2020 (West Indies Cricket Team in England in der Saison 2020).

## Tour Matches
Neben den drei Tests bestritt das australische Team 34 First-Class Matches in England auf dieser Tour.

### Resultate
| Nr. | Datum                   | Gegner                                             | Spielort                                      | Resultat                                | Quelle |
| --- | ----------------------- | -------------------------------------------------- | --------------------------------------------- | --------------------------------------- | ------ |
| 1   | 7. bis 8. Mai           | CI Thornton’s XI                                   | J. W. Hobbs’ Ground, Norbury                  | Gewonnen mit sechs Wickets              | [ 3 ]  |
| 2   | 14. bis 15. Mai         | Surrey County Cricket Club                         | The Oval, London                              | Gewonnen mit einem Innings und 154 Runs | [ 4 ]  |
| 3   | 17. bis 19. Mai         | Oxford University Cricket Club                     | Christ Church Ground, Oxford                  | Gewonnen mit einem Innings und 19 Runs  | [ 5 ]  |
| 4   | 21. bis 22. Mai         | Yorkshire County Cricket Club                      | Bramall Lane, Sheffield                       | Gewonnen mit einem Innings und 64 Runs  | [ 6 ]  |
| 5   | 24. bis 25. Mai         | Lancashire County Cricket Club                     | Old Trafford Cricket Ground, Manchester       | Gewonnen mit 23 Runs                    | [ 7 ]  |
| 6   | 28. bis 29. Mai         | Gentlemen v Players                                | Lord’s Cricket Ground, London                 | Unentschieden                           | [ 8 ]  |
| 7   | 31. Mai. bis 1. Juni    | Gentlemen v Players                                | The Oval, London                              | Verloren mit zehn Wickets               | [ 9 ]  |
| 8   | 4. bis 5. Juni          | Nottinghamshire County Cricket Club                | Trent Bridge, Nottingham                      | Verloren mit zehn Wickets               | [ 10 ] |
| 9   | 7. bis 9. Juni          | Cambridge University Cricket Club                  | Fenner’s, Cambridge                           | Unentschieden                           | [ 11 ] |
| 10  | 11. bis 13. Juni        | Oxford University Past und Present                 | Leyton Cricket Ground, Leyton                 | Gewonnen mit 74 Runs                    | [ 12 ] |
| 11  | 14. bis 16. Juni        | Middlesex County Cricket Club                      | Lord’s Cricket Ground, London                 | Gewonnen mit acht Wickets               | [ 13 ] |
| 12  | 18. bis 20. Juni        | England XI                                         | Edgbaston Cricket Ground, Birmingham          | Gewonnen mit zehn Wickets               | [ 14 ] |
| 13  | 21. bis 23. Juni        | Marylebone Cricket Club                            | Lord’s Cricket Ground, London                 | Gewonnen mit 14 Runs                    | [ 15 ] |
| 14  | 25. bis 27. Juni        | Yorkshire County Cricket Club                      | Park Avenue, Bradford                         | Unentschieden                           | [ 16 ] |
| 15  | 28. bis 30. Juni        | North of England cricket team                      | Old Trafford Cricket Ground, Manchester       | Gewonnen mit fünf Wickets               | [ 17 ] |
| 16  | 2. bis 4. Juli          | Liverpool und District cricket team                | Aigburth Cricket Ground, Liverpool            | Gewonnen mit 130 Runs                   | [ 18 ] |
| 17  | 12. bis 13. Juli        | England XI                                         | County Ground, Stoke-on-Trent                 | Gewonnen mit einem Innings und 135 Runs | [ 19 ] |
| 18  | 19. bis 21. Juli        | Sussex County Cricket Club                         | County Cricket Ground, Hove                   | Verloren mit 58 Runs                    | [ 20 ] |
| 19  | 23. bis 25. Juli        | Cambridge University Past und Present              | Leyton Cricket Ground, Leyton                 | Unentschieden                           | [ 21 ] |
| 20  | 26. bis 28. Juli        | Yorkshire County Cricket Club                      | Fartown Ground, Huddersfield                  | Unentschieden                           | [ 22 ] |
| 21  | 30. Juli. bis 1. August | Surrey County Cricket Club                         | The Oval, London                              | Unentschieden                           | [ 23 ] |
| 22  | 2. bis 4. August        | England XI                                         | Central Recreation Ground, Hastings           | Gewonnen mit einem Innings und 27 Runs  | [ 24 ] |
| 23  | 6. bis 8. August        | Kent                                               | St Lawrence Ground, Canterbury                | Gewonnen mit 81 Runs                    | [ 25 ] |
| 24  | 9. bis 11. August       | Gloucestershire                                    | Clifton College Close Ground, Bristol         | Verloren mit 257 Runs                   | [ 26 ] |
| 25  | 16. bis 18. August      | Nottinghamshire County Cricket Club                | Trent Bridge, Nottingham                      | Verloren mit einem Innings und 199 Runs | [ 27 ] |
| 26  | 20. bis 22. August      | Gloucestershire                                    | College Ground, Cheltenham                    | Verloren mit acht Wickets               | [ 28 ] |
| 27  | 23. bis 25. August      | England XI                                         | Crystal Palace Park, London                   | Verloren mit 78 Runs                    | [ 29 ] |
| 28  | 27. bis 29. August      | Oxford und Cambridge Universities Past und Present | United Services Recreation Ground, Portsmouth | Unentschieden                           | [ 30 ] |
| 29  | 3. bis 4. September     | England XI                                         | St George’s Road Cricket Ground, Harrogate    | Gewonnen mit 56 Runs                    | [ 31 ] |
| 30  | 6. bis 8. September     | Lord Londesborough’s XI                            | North Marine Road Ground, Scarborough         | Verloren mit 155 Runs                   | [ 32 ] |
| 31  | 10. bis 12. September   | A Shrewsbury’s Australian TeamI                    | Recreation Ground, Holbeck                    | Verloren mit vier Wickets               | [ 33 ] |
| 32  | 13. bis 14. September   | A Shrewsbury’s Australian TeamI                    | Old Trafford Cricket Ground, Manchester       | Verloren mit neun Wickets               | [ 34 ] |
| 33  | 17. bis 19. September   | South                                              | Central Recreation Ground, Hastings           | Gewonnen mit neun Wickets               | [ 35 ] |
| 34  | 20. bis 22. September   | Surrey County Cricket Club                         | The Oval, London                              | Gewonnen mit 34 Runs                    | [ 36 ] |

### Zusammenfassung
| Played | Gewonnen mit | Verloren mit | Unentschieden |
| ------ | ------------ | ------------ | ------------- |
| 34     | 17 50,0 %    | 10 29,4 %    | 7 20,6 %      |

## Statistiken
Die folgenden Cricketstatistiken wurden bei dieser Tour erzielt.
| Tests           | Tests      | Tests   | Tests   | Tests   | Tests   | Tests   | Tests   | Tests   |
| Batting         | Batting    | Batting | Batting | Batting | Batting | Batting | Batting | Batting |
| Spieler         | Mannschaft | Spiele  | Innings | Runs    | Average | HS      | 100s    | 50s     |
| --------------- | ---------- | ------- | ------- | ------- | ------- | ------- | ------- | ------- |
| Sydney Barnes   | England    | 3       | 4       | 90      | 22.50   | 62      | 0       | 1       |
| Bobby Abel      | England    | 3       | 4       | 81      | 20.25   | 70      | 0       | 1       |
| W. G. Grace     | England    | 3       | 4       | 73      | 18.25   | 38      | 0       | 0       |
| Percy McDonnell | Australien | 3       | 6       | 70      | 11.66   | 32      | 0       | 0       |
| J. J. Ferries   | Australien | 3       | 6       | 66      | 22.00   | 20*     | 0       | 0       |
| Bowling         |            |         |         |         |         |         |         |         |
| Spieler         | Mannschaft | Spiele  | Overs   | Wickets | Average | BBI     | 5W      | 10W     |
| Bobby Peel      | England    | 3       | 110.2   | 24      | 7.54    | 7/31    | 1       | 1       |
| Charlie Turner  | Australien | 3       | 164.0   | 21      | 12.42   | 6/112   | 4       | 1       |
| Johnny Briggs   | England    | 3       | 84.1    | 12      | 7.83    | 5/25    | 1       | 0       |
| George Lohmann  | England    | 3       | 94.3    | 11      | 13.09   | 4/33    | 0       | 0       |
| J. J. Ferris    | Australien | 3       | 119.2   | 11      | 15.18   | 5/26    | 1       | 0       |